# Auvet-et-la-Chapelotte
Auvet-et-la-Chapelotte é uma comuna francesa na região administrativa de Borgonha-Franco-Condado, no departamento de Alto Sona. Estende-se por uma área de 14,43 km². Em 2010 a comuna tinha 240 habitantes (densidade: 16,6 hab./km²).